# 서산 문수사 금동여래좌상
서산 문수사 금동여래좌상(瑞山 文殊寺 金銅如來坐像)은 대한민국 충청남도 서산시 상왕산의 문수사 극락보전에 모셔져 있던 금동불이다. 1974년 8월 31일 충청남도의 유형문화재 제34호로 지정되었다. 1993년에 도난되어 현재는 소재를 확인할 수 없다.

## 개요
서산 문수사 금동여래좌상은 머리에는 작은 소라 모양의 머리칼을 붙여 놓았으며, 머리 정면에 있는 삼각형의 문양이 특이하다. 갸름한 얼굴에 가늘게 뜬 눈, 미소 띤 단정한 입 등의 세부표현이 섬세하고 단아한 모습을 보여주고 있다. 옷은 양 어깨를 감싸고 있으며, 노출된 가슴 아랫부분에는 안에 입은 옷과 띠매듭의 표시가 분명하다. 손모양은 양 손의 엄지와 가운데 손가락을 맞대고 있어서 설법하는 모습을 표현하고 있는 것으로 보인다. 앉은 자세는 양 발을 무릎 위로 올리고 발바닥이 하늘을 향하고 있는 모습인데 편안하면서도 자연스러운 모습이다.
이 금동여래상에서는 오색 헝겊, 의류, 향료, 금옥석 등과 함께 지정 6년(고려 충목왕 2년, 1346)의 연호가 쓰인 기록이 나와 불상이 만들어진 정확한 연대를 알 수 있게 되었다.

## 복장 유물
1993년 《서산 문수사 금동여래좌상》은 도난당하고, 불상 안에 있던 복장유물은 2008년 8월 28일 대한민국의 보물 제1572호로 지정되었다.

## 같이 보기
- 서산 문수사 금동여래좌상 복장유물 (보물 제1572호)